# 澳洲淵珍魚
澳洲淵珍魚，為輻鰭魚綱水珍魚目小口兔鮭科的其中一種，為溫帶海水魚，分布於印度洋及太平洋海域，棲息深度50-1000公尺，體長可達20.8公分，棲息在大洋中層水域，生活習性不明。